# Gesellschaft der Musikfreunde in Donaueschingen
Die Gesellschaft der Musikfreunde Donaueschingen ist ein traditionsreicher Verein in Donaueschingen zur Förderung der Musik und anderer kultureller Aktivitäten in Donaueschingen. Sie wurde 1913 gegründet und veranstaltet seit 1921 die Donaueschinger Musiktage.

## Geschichte
Am 18. September 1913 versammelten sich im Donaueschinger Gasthaus Lamm 28 Donaueschinger Bürger, um die Gesellschaft zu gründen. In diesem Rahmen sollte die Tradition der großen und aufwändigen Konzerte, die in der kleinen Stadt schon zuvor stattgefunden hatten, fortgesetzt werden. Anregungen zur Gründung gab es in Region: So gab es in Konstanz seit 1911 einen ähnlichen Verein und im benachbarten Villingen war erst im Oktober 1912 der Orchesterverein mit dem noch heute bestehendes Sinfonieorchester gegründet worden.
Am 2. Oktober 1913 wurde die künstlerische Leitung der Gesellschaft an Heinrich Burkard übertragen. Er gründete ein Orchester aus Donaueschinger Laienmusikern, so dass zunehmend Konzerte durch das eigenen Orchester des Vereins bestritten werden konnten. Burkard erhielt zwischen 100 und 200 Mark für die Leitung von bis zu 8 Konzerten pro Saison Seine Einkünfte aus der Arbeit für den Verein überstiegen damit die Einkünfte aus Musikstunden im Fürstenhaus und der Leitung der Liedertafel.
Burkard war schon 1909 auf Vermittlung des Pfarrers Heinrich Feurstein nach Donaueschingen gekommen. Seinen ersten öffentlichen Auftritt hatte er am 23. Mai 1909 als Geiger bei der Gründungsversammlung des von Feurstein initiierten Christlich Sozialen Arbeiterverein.
Im Jahr 1921 wurden die Donaueschinger Musiktage als „Donaueschinger Kammermusikaufführungen zur Förderung zeitgenössischer Tonkunst“ gegründet. Treibende Kraft hinter der Gründung war Heinrich Burkard, dem im Zusammenhang mit der Gründung des Festivals am 1. Juli 1921 der Titel des "Direktors der Musikabteilung der Fürstlichen Hofbibliothek (Musikdirektor)" verliehen wurde. Als Protektor fungierte bei den Kammermusikaufführungen wie auch bei den Musikfreunden Max Egon II. zu Fürstenberg. Im ersten Konzert der Donaueschinger Kammermusik-Aufführungen zur Förderung zeitgenössischer Tonkunst am 31. Juli 1921 wurde das Quartett für 2 Violinen, Viola und Violoncello, op. 16 von Paul Hindemith aufgeführt. In den folgenden Jahren fanden u. a. Uraufführungen von Werken Alban Bergs, Arnold Schönbergs und Anton Weberns im Festsaal des Schlosses Donaueschingen statt.
Nachdem der Präsident Georg Mall am 21. März 1933 im Stadtrat die Verleihung der Ehrenbürgerwürde an Adolf Hitler verhindert hatte und nach 24 Jahren kommunalpolitischer Arbeit aus dem Stadtrat ausgeschieden war, fasste Mall mit dem Vorstand den Beschluss, die Gesellschaft der Musikfreunde zu liquidieren.
Das vorläufig letzte Konzert fand am 18. November 1934 statt. Es erklangen Bachs Doppelkonzert d-Moll sowie von Beethoven die 5. Sinfonie und die Egmont-Ouvertüre. Das in der Nachfolge der Kammermusikaufführungen stehende Festival war am 9. und 10. Oktober unter dem Titel "Neue deutsche Volksmusik" mit einem antimodernen volkstümlichen Programm und ohne Beteiligung der Musikfreunde von Hugo Herrmann durchgeführt worden.
Am 22. Mai 1946 wurde die Gesellschaft der Musikfreunde neu gegründet. Am 27./28. Juli 1946 und am 26./27. Juli 1947 fand das Festival unter der Leitung Hermanns unter dem Titel "Neue Musik Donaueschingen" statt. Nachdem der Präsident Max Rieple das Festival für 1948 abgesagt hatte, auch wegen der Unsicherheiten der erwarteten Währungsumstellung, nahm Rieple Kontakt zu Heinrich Strobel auf. Strobel und Herrmann aber wollten nicht zusammenarbeiten, und so wurde das Festival, das 1950 zum ersten Mal unter dem Titel Donaueschinger Musiktage für zeitgenössische Tonkunst stand, maßgeblich von Georg Mall, Max Rieple, und Heinrich Burkard vorbereitet, wobei in den kommenden Jahren Heinrich Strobel in enger Abstimmung mit Maximilian Egon zu Fürstenberg und dessen zeitweise ein Donaueschingen lebenden Vetter Christian Altgraf zu Salm die Planungen übernahmen.

## Ziele
Der "Zweck des Gesellschaft", so bestimmte § 1 der Satzung, war "die Veranstaltung regelmäßiger Konzerte für Donaueschingen und Umgebung. Es sollen in erster Linie hervorragende Werke der Tonkunst von guten auswärtigen Kapellen oder Solisten zur Aufführung gelangen. Die Gesellschaft bezweckt auch die planmäßige Wiedererweckung der alten Musikschätze der Fürstl. Hofbibliothek in Donaueschingen."
Die Gesellschaft der Musikfreunde verfolgt diese Ziele bis heute u. a. durch die Veranstaltungen:
- Donaueschinger Musiktage,
- mehrerer Konzertreihen, die neben klassische Musik, auch zeitgenössische Musik, Jazz und Weltmusik umfassen,
- einer Kleinkunstreihe sowie
- Kinderkonzerten.

## Erste Konzerte in der städtischen Festhalle
Die ersten Sinfoniekonzerte der Musikfreunde fanden in der städtischen Festhalle an der Brigach statt.

## Präsidenten
- Georg Mall (1878–1956), Architekt und Politiker
- Max Rieple (1902–1981), Schriftsteller, Lyriker und Übersetzer
- Ernst Herrmann
- Hans-Hermann Gehring
- Horst Fischer
- Joseph Welle
- Heinz Bunse
- Andreas Wilts

## Künstlerische Leitung der Musiktage
- Heinrich Burkard (1888–1950), Musiker
- Hugo Herrmann (1896–1967), Komponist, Organist und Chorleiter
- Heinrich Strobel (1898–1970), Musikwissenschaftler
- Otto Tomek (1928–2013), Musikpublizist und Rundfunkredakteur
- Josef Häusler (1926–2010), Musikpublizist und Rundfunkredakteur
- Armin Köhler (1952–2014), Musikwissenschaftler, Festivalleiter und Rundfunkredakteur
- Björn Gottstein (2015–2022), Musikwissenschaftler und Redakteur für Neue Musik[2]
- Lydia Rilling (ab/seit 2022)[3],